# Боскі (округ, Техас)
Шаблон:StateAbbr_ 31°54′ пн. ш. 97°38′ зх. д. / 31.9° пн. ш. 97.63° зх. д.
Округ Боскі (англ. Bosque County) — округ (графство) у штаті Техас, США. Ідентифікатор округу 48035.

## Історія
Округ утворений 1854 року.

## Демографія
За даними перепису 2000 року загальне населення округу становило 17204 осіб, зокрема міського населення було 3539, а сільського — 13665. Серед мешканців округу чоловіків було 8420, а жінок — 8784. В окрузі було 6726 домогосподарств, 4854 родин, які мешкали в 8644 будинках. Середній розмір родини становив 2,95.
Віковий розподіл населення поданий у таблиці:
| Стать    | До 15 років | 15-21 | 22-29 | 30-39 | 40-49 | 50-65 | 65-85 | Понад 85 |
| -------- | ----------- | ----- | ----- | ----- | ----- | ----- | ----- | -------- |
| Чоловіки | 1761        | 770   | 582   | 1013  | 1192  | 1581  | 1349  | 172      |
| Жінки    | 1639        | 707   | 557   | 1093  | 1159  | 1615  | 1605  | 409      |

## Суміжні округи
- Сомервелл — північ
- Джонсон — північний схід
- Гілл — схід
- Макленнан — південний схід
- Кор'єлл — південь
- Гамільтон — захід
- Ерат — північний захід

## Виноски
1. ↑  U.S. Decennial Census. United States Census Bureau. Архів оригіналу за 26 квітня 2015. Процитовано 19 квітня 2015.
2. ↑  Texas Almanac: Population History of Counties from 1850–2010 (PDF). Texas Almanac. Архів оригіналу (PDF) за 26 лютого 2015. Процитовано 19 квітня 2015.
3. ↑  State & County QuickFacts. United States Census Bureau. Архів оригіналу за 7 липня 2011. Процитовано 8 грудня 2013. [Архівовано 2011-07-28 у Wayback Machine.](англ.) Наведено за англійською вікіпедією.
4. ↑  American FactFinder. Бюро перепису населення США. Архів оригіналу за 26 лютого 2012. Процитовано 31 січня 2008. [Архівовано 2008-05-21 у Wayback Machine.]

| США | Це незавершена стаття з географії США. Ви можете допомогти проєкту, виправивши або дописавши її. |